# Gullin on Guitar
Gullin on Guitar är ett musikalbum från 2005 av jazzgitarristen Andreas Pettersson. Albumet är en hyllning till Lars Gullin och hans musik.

## Låtlista
All musik är komponerad av Lars Gullin utom Gamble Valu som är en traditionell melodi arrangerad av Andreas Pettersson.
1. Portrait of My Pals – 6:55
2. Lars Meets Jeff – 5:12
3. Danny’s Dream/Gamble Valu – 7:56
4. Fedja – 6:09
5. Decent Eyes – 8:39
6. For FJ Fans Only – 5:32
7. Merlin – 7:13
8. Be Careful – 6:08
9. Silhouette – 5:39

## Medverkande
- Andreas Pettersson – gitarr
- Daniel Karlsson – piano
- Hans Backenroth – bas
- Joakim Ekberg – trummor

## Recensioner
- Svenska Dagbladet 2005-01-28